# 萩ヶ岡駅

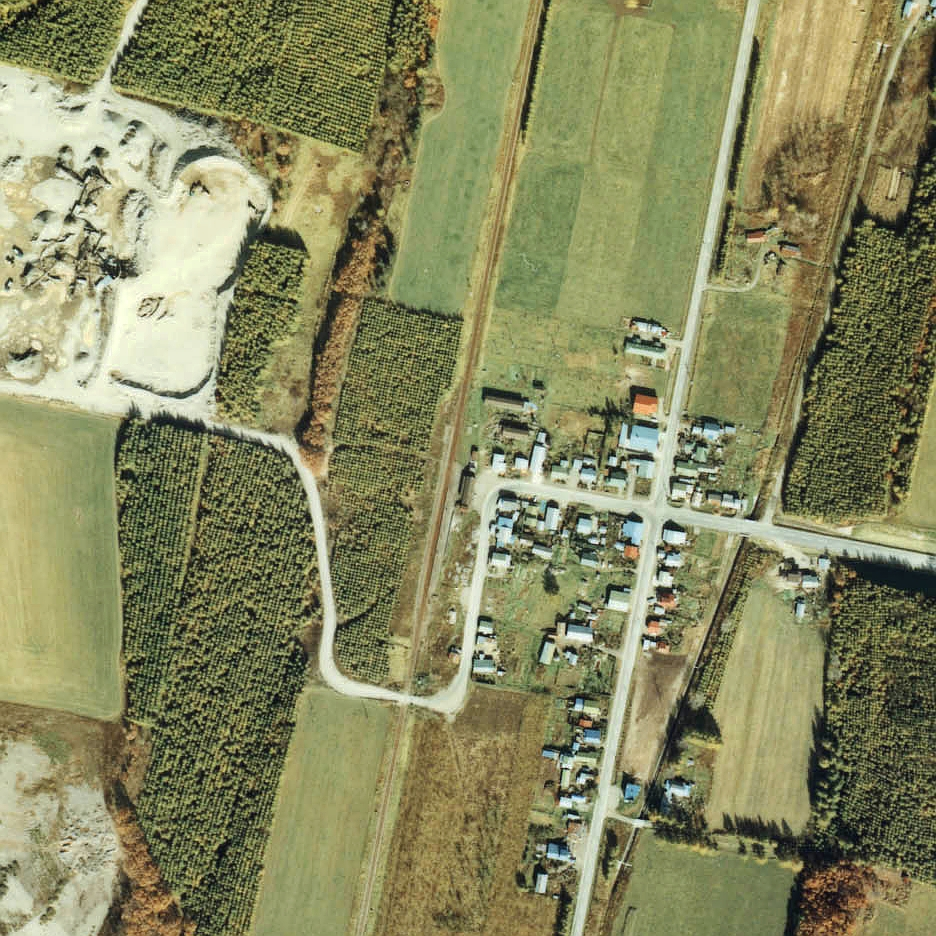
1977年の萩ヶ岡駅と周囲約500m範囲。上が糠平方面。この駅のピークは、左方にある音更川対岸の勢多地区にあった水銀鉱山から、駅に持ち込まれた辰砂の出荷が盛んであった駅開設直後の1930年代後半から1940年代後半にかけてであり、駅周辺には鉱山の倉庫や、ホテルも建てられるなど、この駅の周辺が形成された。その後その鉱山近くから出土するカオリンの出荷に取って変わったが、道路整備に併せてトラック輸送に切り替えられて、この駅の利用は殆んど無くなった。なお、カオリン採掘事業は輸入品に押されて、1974年に休止されている。写真では無人駅となって久しく、駅裏は植林されて、副本線は保線用引込線化されていて、往時の賑やかだった頃の姿は既にうかがえない。

萩ヶ岡駅（はぎがおかえき）は、かつて北海道河東郡上士幌町字上士幌に存在した、日本国有鉄道（国鉄）士幌線の駅である。電報略号はハカ。事務管理コードは▲111409。

## 歴史
- 1935年（昭和10年）11月26日 - 士幌線の駅として開業。一般駅[2]。
- 1960年（昭和35年）4月1日 - 業務委託化[3]。
- 1970年（昭和45年）9月10日 - 貨物と荷物（特別扱新聞紙を除く）の取り扱いを廃止[2][4]し、同時に無人駅化[3][5]。
- 1974年（昭和49年）10月1日 - 荷物の取り扱いを全面廃止[2]。
- 1987年（昭和62年）3月23日 - 士幌線の全線廃止に伴い、廃駅となる[2]。

### 駅名の由来
付近一帯が丘陵で、ハギが生い茂っていたことから。

## 駅構造
廃止時点で、1面1線の単式ホームを有する無人駅であった。

## 駅跡・周辺
現在は、草むらとなっている。
- 国道273号
- 十勝バス「萩ヶ岡」停留所

## 隣の駅
日本国有鉄道
士幌線
上士幌駅 - 萩ヶ岡駅 - 清水谷駅